# Naga (Zamboanga Sibugay)
Naga (Bayan ng Naga) är en kommun i Filippinerna. Kommunen ligger på ön Mindanao, och tillhör provinsen Zamboanga Sibugay. Folkmängden uppgår till 35 176 invånare.

## Barangayer
Naga är indelat i 23 barangayer.
| - Aguinaldo - Baga - Baluno - Bangkaw-bangkaw - Cabong - Crossing Sta. Clara - Gubawang - Guintoloan - Kaliantana - La Paz - Lower Sulitan - Mamagon | - Marsolo - Poblacion - San Isidro - Sandayong - Santa Clara - Sulo - Tambanan - Taytay Manubo - Tilubog - Tipan - Upper Sulitan |